# Hippodrome des Bruyères (Saint-Omer)
Pour les articles homonymes, voir Hippodrome des Bruyères.
L'Hippodrome des Bruyères se situe à Longuenesse (banlieue de Saint-Omer) dans le Pas-de-Calais.
C'est un hippodrome de trot avec une piste de 1 000 m en cendrée avec corde à gauche. Cinq réunions par an s'y tiennent entre fin avril et la mi-septembre.
Les entraîneurs locaux sont Jean-Francois Senet, Frédéric Retaux, Bernard Georges Louf, Bertin Talleux, ...